# Iosif Adler
Iosif Adler sau Yosef Adler (n. 1883, Nitra, Țările Coroanei Sfântului Ștefan, Regatul Ungariei – d. 2 martie 1977, Ierusalim, Israel) cunoscut și ca „Rabinul din Turda” (Torda Rov), a fost un rabin român din Transilvania. El a încercat, după anii războiului, împreună cu rabinii Alexandru Șafran și Haim Mordechai Roller să reanimeze viața comunitară evreiască în România, însă acest lucru a fost stânjenit de autoritățile comuniste. A emigrat în Israel, la Ierusalim, unde a a fost membru in Consiliul Mai-marilor Torei al partidului ultraortodox Agudat Israel. În ultimii săi ani de viață a activat la Ierusalim. 

## Biografie
Iosif Adler s-a născut în 1883 la Nitra, Slovacia, pe atunci în Regatul Ungariei, în Austro-Ungaria, ca fiu al lui Avraham Adler și a lui Sara, născută Ungar. 
În tinerețe el a studiat la ieșiva din Nitra cu rabinul Avraham Aharon Katz, iar după aceea, la Bratislava, la ieșiva Pressburg, unde a fost elevul rabinului Simha Bunem Sofer, autorul cărții Shevet Sofer. În anul 1920 a fost ales rabin la Sighișoara în locul rabinului Shlomo Zalman Lichtenstein, care s-a mutat la Beclean. Apoi Adler a slujit ca rabin al al comunității ultraortodoxe din Turda, iar în 1938, după decesul socrului său, rabinul Bentzion Wesel, a devenit președintele Tribunalului religios (Av Beit Hadin) și directorul ieșivei din Turda.  El a devenit activ în conducerea ultraortodoxiei din România, fiind ales în locul socrului său, președinte al „Oficiului comunităților ortodoxe” din Transilvania cu sediul la Cluj, forumul care îi reprezenta pe ultraortodocși în Federația Uniunii de Comunități Evreiești din România.   
În iunie 1942 evreii din Turda s-au numărat printre cei dintâi evrei din România care urmau să fie trimiși in lagărele de exterminare de pe  teritoriul Poloniei. În cele din urmă regimul Ion Antonescu a tărăgănat și apoi a suspendat aplicarea acestui plan, în pofida presiunilor Germaniei naziste. În aceste circumstanțe, rămânerea Turdei sub administrație română a dus la supraviețuirea evreilor din oraș.În acea perioadă rabinul Adler a fost amestecat în contactele cu factori români care au a transferat în România evrei din nordul Transilvaniei aflat sub administrație maghiară, și in felul acesta i-au salvat din ghiarele naziștilor. După căderea dictaturii lui Antonescu, Iosif Adler a colaborat cu Șef rabinul României, dr.Alexandru Șafran si cu rabinul Haim Mordehai Roller în decizia de a întruni în august 1945 la București prima conferință de după Holocaust, a rabinlor români, în scopul reorganizării vieții comunitare evreiești în România. În anii 1945-1950 Adler a fost reales in fruntea Oficiului comunităților ortodoxe. În urma instalarii regimului comunist, în 1950  rabinul Adler a preferat să emigreze în Israel.    Adler a locuit la Ierusalim. În 1954, la al patrulea congres (Knesiá Gdolá) al partidului Agudat Israel, la Ierusalim, a fost ales membru in Consiliul Mai-marilor Torei, în care a activat până la moarte. El oficia slujba la Sinagoga Beit Aharon din cartierul Romema din Ierusalim. 
Iosif Adler a murit in 1977 la Ierusalim, la vârsta de 93 ani și a fost înhumat în Cimitirul de pe Muntele Har Hamenuhot.
Rabinul Adler a întreținut corespondență pe teme halahice cu rabinul Bețalel Zeev Șafran, care a fost publicată între responsele acestuia din urmă. (Sheelot utshuvot Rabaz)

### Viața privată
A fost căsătorit cu Hinda Serl, născută Wesel, fiica rabinului Bentzion Wesel. Un fiu al său, Shlomo Aharon Adler, radioelectrician, a emigrat în Palestina încă în 1946, și a căzut la 13 mai 1948, la vârsta de 19 ani în ultima luptă de la Gush Etzion în timpul Războiului de Independență al Israelului / Alt fiu, David Shmuel Adler, care a fost rănit grav în aceeași luptă, cu o zi înaintea căderii Gushului în fața forțelor arabe, a murit după douăzeci de ani de invaliditate.
Între fiii săi se mai numără rabinii Elimeleh Adler din Petah Tikva, rabinul Yakov Kalev Adler din Kiriat Ata și rabinul Moshe Adler din Ierusalim.Un nepot de fiică a fost Haim Tzvi Rosenberg, director de ieșivă la Marsilia, director de școală la Antwerpen și apoi rabin la sinagoga Rashi Shul din Paris.

## In Memoriam
- Strada Hagaon miTorda (Gaonul din Turda) din cartierul Tel Arza din Ierusalim a fost denumită în memoria lui.